# Абу Талиб Яхья
Абу Талиб Яхья (араб. أبو طالب يحيى‎; 951—1033) — имам Зайдитской секты в 1020—1033 годах.
Как и его старший брат и предшественник аль-Муайяд Ахмед, Абу Талиб Яхья был видным человеком учения и потомок Двенадцатого имама Хасана бин Али. Он стал преемником аль-Муайяд Ахмеда в имамате, формально как «халиф», на территориях Зайдитов в Персии, — в провинциях Гилян и Дейлемэн. В то время там были две основные территории Зайдитов, а именно: район к югу от Каспийского моря и Высокогорье Йемена. В течение многих лет после смерти имама аль-Махди аль-Хусейн в 1013 году, на йеменской территории был назначен не местный имам. В историографии Зайдитов аль-Муайяд Ахмеда и Абу Талиб Яхья иногда перечислены, хотя они никогда не посещали Йемен.